# Natalie Dessay
Natalie Dessay (anteriormente Nathalie Dessaix, 19 de abril de 1965, em Lyon) é uma soprano francesa especialista nos papéis de soprano leggero e soprano coloratura de ópera e opereta, e conhecida pelos seus talentos dramáticos e pela sua intensidade cénica. No início da sua carreira, a sua facilidade nos agudos abriu-lhe numerosas portas em papéis secundários mas espectaculares como Olympia em Les Contes d'Hoffmann ou a Rainha da Noite em A Flauta Mágica.

## Vida
Na sua juventude, Dessay desejava ser bailarina e, posteriormente, actriz. Descobriu o seu talento para o canto quando frequentava aulas de teatro e logo mudou o seu foco artístico para a música. Dessay foi encorajada a frequentar o Conservatório Nacional de Bordéus para estudar voz. Cantou como corista na Orquestra Nacional do Capitólio de Toulouse.  No concurso Les Voix Nouvelles ("As Novas Vozes"), promovido pela France Télécom recebe o primeiro prémio que inclui um ano de estudo na Ecole d'Art Lyrique, em Paris, onde interpreta "Elisa" em Il re pastore, de Mozart. Em Viena, participou no concurso International Mozart Competition da Vienna Staatsoper, tendo recebido também o primeiro prémio.
Foi posteriormente abordada por vários teatros de ópera, tendo cantado "Blondchen", "Madame Herz" (em Der Schauspieldirektor), "Zerbinetta" e "Zaïde" na Opéra National de Lyon e na Opéra Bastille, bem como "Adele" em Die Fledermaus, em Genebra.
Dessay é casada com o barítono Laurent Naouri, de quem tem dois filhos.

## Carreira
Em Abril e Maio de 1992, Natalie Dessay cantou o papel de "Olympia" Les Contes d'Hoffmann, de Offenbach, com José van Dam. Esta produção de Roman Polanski na Opéra Bastille não foi bem recebida, mas lançou Dessay para a ribalta da ópera. Embora Natalie tenha rapidamente sido contratada para outra produção de Hoffmann, teriam que se passar dez anos para ela regressar a Paris no mesmo papel.
Pouco depois de terminarem as apresentação de Hoffmann, Natalie foi convidada para ingressar na Vienna Staatsoper, para o papel ed "Blondchen" em O Rapto do Serralho, de Mozart. Em Dezembro de 1993, foi convidada para substituir Cheryl Studder num dos três papéis femininos de Hoffman, em Viena. A sua "Olympia" foi aclamada pelas audiências vienenses e elogiada por Plácido Domingo. Em Viena, "Blondchen" em O Rapto do Serralho e "Zerbinetta" em Ariadne auf Naxos tornaram-se as suas interpretações mais frequentes e mais aplaudidas.
Em Outubro de 1994, Dessay estreou-se no Metropolitan Opera, em Nova Iorque, no papel de "Fiakermilli" em Arabella, de Richard Strauss, e regressou em Setembro de 1997 com "Zerbinetta" e em Fevereiro de 1998 com "Olympia".
A Ópera de Viena abordou Dessay para duas óperas: Die schweigsame Frau, de Strauss, e Lulu, a ópera inacabada de Alban Berg. Dessay rejeitou a segunda, indicando ser demasiado díficil para ela, sendo que a primeira seria já bastante penosa para aprender.
No Festival d'Aix-en-Provence, Dessay apresentou-se pela primeira vez no papel de "Rainha da Noite", em A Flauta Mágica, de Mozart. Apesar de ter hesitado, indicando que não queria representar personagens "maléficos", o director Robert Carsen convenceu-a que esta Rainha seria diferente, quase uma irmã para "Pamina". Dessay aceitou o papel, dizendo que seria uma série de apresentações única, sem repetição. O seu sucesso foi enorme e a esta apresentação seguir-se-ia um grande conjunto de interpretações "definitivas" da "Rainha da Noite".
Durante a temporada 2001-02 de Viena, Natalie experimentou dificuldades com a sua voz, e foi substítuida em praticamente todas as apresentações de La Sonnambula. Subsequentemente, foi forçada a cancelar diversos concertos, incluindo uma versão francesa de Lucia di Lammermoor, em Lyon, e a "Zerbinetta" na Royal Opera House, em Londres. Acabou por se retirar dos palcos e sujeitar-se a uma cirurgia às cordas vocais em Julho de 2002. Em Fevereiro de 2003, regressou às actuações ao vivo com um concerto em Paris. No entanto, teria que voltar a cancelar outras aparições e submeter-se a nova cirurgia, até regressar definitivamente aos palcos em meados de 2005.
No Verão de 2003, Dessay deu o seu primeiro recital nos EUA em Santa Fé, no Novo México. Sentiu-se tão atraída pelo Novo México em geral, e por Santa Fé em especial, que a Companhia de Santa Fe Opera, SFO ("Ópera de Santa Fé") rapidamente alterou a sua programação para a poder incluir numa produção de La sonnambula, em 2004. Regressou à SFO na temporada de 2006 na "Pamina", em "A Flauta Mágica", e já tem agendada a sua aparição como "Violetta", em La Traviatta a 3 de Julho de 2009, numa encenação de Laurent Pelly, com Laurent Naouri como "Germont.
A temporada de 2006-07 incluiu Lucia di Lammermoor e La sonnambula em Paris, La fille du régiment dirigida por Laurent Pelly em Londres e Viena, e Manon em Barcelona. Abriu a temporada de 2007-08 no Metropolitan de Nova Iorque, em "Lucia" e repetiu o seu papel em La fille du regiment.
Em 2013, a cantora encerrou a carreira operística com a ópera Manon. Desde então, tem-se dedicado a projetos no teatro e a recitais, inclusive de música popular. Já em 2013, gravou as canções de Michel Legrand com o compositor e, juntos, fizeram diversas apresentações. Em 2014, ela gravou música brasileira (popular e clássica: Tom Jobim e Heitor Villa-Lobos) em "Rio-Paris", com Agnès Jaoui, Helena Noguerra e Liat Cohen.

## Gravações selecionadas
- "The Miracle of the Voice - Greatest Moments on Stage" (DVD)
- Le Rossignol (Stravinsky) (DVD)
- La fille du régiment (Donizetti) (DVD)
- Hamlet (Thomas) (DVD)
- Manon (Massenet) (DVD)
- La Sonnambula (Bellini)
- Die Zauberflote (Mozart)
- Lucie de Lammermoor (Donizetti)
- Orphée aux Enfers (Offenbach)
- Les Contes d'Hoffman (Offenbach)
- Mass in C Minor (Mozart)
- Lakme (Delibes)
- Mitridate (Mozart)
- Alcina (Handel)
- L'Orfeo (Monteverdi)
- Vocalise (Rachmaninov)
- Il Trionfo del Tempo e del disinganno (Handel)
- Magnificat (Bach) and Dixit Dominus (Handel)
- The Miracle of the Voice
- Delirio- Cantatas (Handel)
- Joyeux Noel (Voice-over work for soundtrack)
- Mozart Heroines
- French Opera Arias
- Amor: Scenes and Lieder (R. Strauss)